# Oxira monochroma
Oxira monochroma là một loài bướm đêm trong họ Noctuidae.